# Carenas
Carenas – gmina w Hiszpanii, w prowincji Saragossa, w Aragonii, o powierzchni 31,22 km². W 2011 roku gmina liczyła 184 mieszkańców.